# 丰良镇
丰良镇，是中华人民共和国广东省梅州市丰顺县下辖的一个乡镇级行政单位。

## 行政区划
丰良镇下辖以下地区：
丰良社区、丰溪村、西厢村、丰京村、双溪村、莘桥村、复兴村、成东村、成西村、小椹村、黄粗村、布新村、太平村、璜溪村、丰田村、三山村、兵营村、九龙村、仙上村、仙洞村、新洞村、仙龙村和下山村。

## 中国传统村落
2013年8月，邹家围被评为第二批中国传统村落。